# 勒特拉韦
勒特拉韦（法語：Le Travet，法語發音：[lə tʁavɛ]）是法国奧克西塔尼大區塔恩省的一个旧市镇，属于阿尔比区。

## 地理
勒特拉韦（43°48'29"N, 2°19'51"E）面积8.44 平方千米，位于法国奧克西塔尼大區塔恩省，该省份为法国南部内陆省份，北起顺时针与阿韦龙省、埃罗省、奥德省、上加龙省和塔恩-加龙省接壤。
与勒特拉韦接壤的市镇（或旧市镇、城区）包括：泰耶、阿里法、蒙罗克、圣昂托南德拉卡尔姆、泰尔克拉皮耶。
勒特拉韦的时区为UTC+01:00、UTC+02:00（夏令时）。

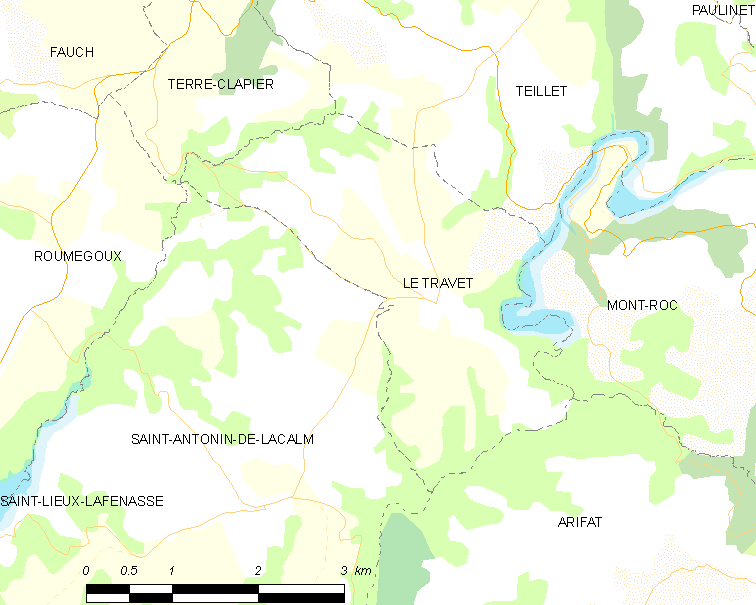
勒特拉韦的OSM定位图

## 行政
勒特拉韦的邮政编码为81120，INSEE市镇编码为81301。

## 政治
勒特拉韦所属的省级选区为上达杜县。

## 人口

1962-2008年间勒特拉韦人口变化图示

勒特拉韦于2018年1月1日时的人口数量为121人。